# August Prost
August Prost (18. Juni 1852 in Schandau – nach 1902) war ein deutscher Theaterschauspieler, Opernsänger, Opernregisseur und Gesangspädagoge sowie Schauspiellehrer.

## Leben
Der Sohn eines Schmiedemeisters wurde in Dresden von Opernsänger Richter und Professor Cosmari ausgebildet. 1874 betrat er am Dresdner Residenztheater zum ersten Mal die Bühne, kam 1875 nach Augsburg, 1877 nach Stettin, 1879 nach Freiburg, 1881 nach Schwerin und 1882 ans Stadttheater Leipzig, wo er bis mindestens 1902 wirkte.
Prost war ein außerordentlich vielseitiger Darsteller und eines der allerverwendbarsten Mitglieder der Leipziger Bühne. Er vertrat eigentlich jedes Fach, war in komischen wie ernsten Rollen erfolgreich tätig, im Schau- wie im Lustspiel, in der Oper und Operette gerne gesehen und mutete sich nicht mehr zu als er wirklich zu leisten imstande war. Er hatte Humor und Gemüt, einen deutlichen verständigen Vortrag und Kunstsinn.
Nebst seiner darstellerischen Wirksamkeit fungierte er auch als Regisseur der Oper und Operette und widmete sich noch dem dramatischen Unterricht.
Am 1. Juli 1889 erfolgte seine Ernennung zum Lehrer am königl. Konservatorium der Musik in Leipzig.

## Schüler
- Paula Doenges, Antoinette Ries